# 헨리 3세
헨리 3세(Henry III, 1207년 10월 1일 ~ 1272년 11월 16일, 재위 1216년 10월 19일 ~ 1272년 11월 16일)는 잉글랜드 플랜태저넷 왕가의 왕이자 존 왕의 아들로 그는 교양이 풍부하고 인정 많은 사람이었지만 통치자로는 부족함이 많았다. 그가 외교나 군사 문제에서 결단력이 부족해 문제를 일으키는 일이 많아지자 귀족들 사이에서 불만이 터져 나오기 시작했고 결국 말년에 매제 시몽 드 몽포르에게 포로가 되기도 했다.

## 어린 시절

### 귀족들과의 충돌
그는 교양이 풍부하고 인정 많은 사람이었지만 통치자로는 부족함이 많았다. 그가 외교나 군사 문제에서 결단력이 부족해 문제를 일으키는 일이 많아지자 귀족들 사이에서 불만이 터져 나오기 시작했다. 게다가 헨리 3세의 여동생 앨리너가 프랑스 인 레스터 백작 시몽 드 몽포르와 결혼한 뒤 시몽이 국왕의 고문관으로서 정치에 간섭을 하자 귀족들의 불만은 더욱 커져만 갔다.
귀족들은 헨리 3세에게 여러 번 요구를 했지만 번번이 거절당했다. 헨리 3세는 자신의 정책이 잘못됐다는 것을 전혀 깨닫지 못했다. 그가 대헌장을 무시하고 마음대로 횡포를 부리자 귀족들의 분노는 하늘 끝까지 치솟았다. 그러던 중 1254년, 헨리 3세는 정치적으로 다시 한 번 큰 잘못을 저질렀다.
교황 인노첸시오 4세가 시칠리아를 상대로 전쟁을 벌이려 할 때, 헨리 3세는 그와 중요한 협약을 맺었다. 헨리 3세의 제안에 교황은 흔쾌히 응했다. 하지만 헨리 3세는 4년이 지나도록 교황과의 약속을 지키지 않았다. 화가 난 교황이 위협을 해 오자 다급해진 헨리 3세는 약속한 전쟁 비용을 내주기 위해 귀족들에게 자금을 지원해 달라고 요청했다.
귀족들은 마침내 자신들의 의견을 받아들이게 할 기회가 왔다고 생각하고 왕에게 말했다. 헨리 3세가 받아들인 개혁안은 바로 영국 최초의 성문법이라고 할 수 있는 '옥스퍼드 조례'였다. 이 개혁안이 통과됨으로써 귀족들은 국왕의 고문관을 자신들이 직접 뽑아 정책 전반에 관여하게 되었다. 하지만 이후 귀족들 간에도 세력 다툼이 벌어져 헨리 3세를 지지하는 세력과 반대 세력으로 편이 갈라졌다.
반대 세력이 지지한 인물은 헨리 3세의 매제인 레스트 백작 시몽이었고 헨리 3세와 시몽은 한동안 분란을 겪다가 1264년에는 전쟁을 벌이기에 이르렀다. 헨리 3세는 아들 에드워드와 함께 용감하게 전쟁터에 나갔지만 둘 다 적군에게 사로잡히면서 시몽이 승리했다.
시몽이 반란에 성공하여 권력을 잡은 것은 영국 역사에서 아주 큰 의미를 지닌 것으로 평가받고 있다. 시몽이 왕족 혈통이 아닌 귀족 출신으로 최초의 통치자가 되었기 때문이다. 일부 역사학자들은 이 사건을 두고 왕위가 왕실의 후손에게 세습되지 않았다는데서 민주주의의 첫걸음이 시작되었다고 평가되기도 했다.
한편, 왕을 몰아 낸 시몽은 귀족들과 연합해서 왕국을 통치했다. 하지만 그를 반대하는 세력들이 반발이 여전히 심한 상황이었다. 그는 반란을 통해 집권했다는 자신의 약점을 해결하기 위해 곧 각 지역의 대표들을 불러 모았다. 그 모임은 모든 귀족들이 적극적으로 의견을 내놓은 것이 아니라 몇몇 고위층이 주도했고, 나머지 사람들은 별다른 주장을 펼치지 못한 채 자리만 지키고 있는 형태로 진행되었다.
그러나 이것은 오늘날 국민들에게 선출된 의원들이 자유롭게 정책을 논의하는 의회와 비슷한 형태를 지녔다는 데에서 큰 의미를 지닌다. 그래서 시몽은 지금까지도 의회의 아버지로 불리고 있다.

### 말년
그 후, 시몽은 자신이 의도한 대로 권력을 독차지하게 되었으나 헨리 3세의 아들 에드워드가 시몽의 반대 세력과 연합하여 군사를 일으켜 전쟁을 벌였다.
1265년 에드워드는 전쟁에서 승리했고 시몽은 처참하게 전사했고 헨리 3세는 아들 덕에 왕위를 되찾았지만 통치력을 제대로 발휘하지 못한 채 자리만 지키다가 1272년 11월에 세상을 떠났다.
| 전임 존 | 잉글랜드의 왕 아일랜드의 영주 1216년 – 1272년 | 후임 에드워드 1세 |